# Grand Prix Pino Cerami 1981
Il Grand Prix Pino Cerami 1981, diciottesima edizione della corsa, si svolse il 9 aprile su un percorso con partenza e arrivo a Wasmuel. Fu vinto dall'olandese Joop Zoetemelk della Ti-Raleigh-Creda, che bissò il successo dell'anno precedente, davanti al suo connazionale Ad Wijnands e al belga Ronny Claes.

## Ordine d'arrivo (Top 10)
| Pos. | Corridore       | Squadra                     | Tempo    |
| ---- | --------------- | --------------------------- | -------- |
| 1    | Joop Zoetemelk  | Ti-Raleigh-Creda            | 5h54'00" |
| 2    | Ad Wijnands     | Ti-Raleigh-Creda            | a 2'30"  |
| 3    | Ronny Claes     | Capri Sonne                 | s.t.     |
| 4    | Marcel Tinazzi  | Sem-France-Loire-Campagnolo | s.t.     |
| 5    | Martin Havik    | Boule d'Or-Sunair           | s.t.     |
| 6    | Henk Lubberding | Ti-Raleigh-Creda            | a 5'33"  |
| 7    | Dante Morandi   | Famcucine-Campagnolo        | s.t.     |
| 8    | Hubert Arbes    | Renault-Elf                 | s.t.     |
| 9    | Henry Rinklin   | Puch-Wolber-Campagnolo      | a 5'37"  |
| 10   | Serge Beucherie | Sem-France-Loire-Campagnolo | a 5'45"  |